# فیفا ۱۴
فیفا ۱۴ (به انگلیسی: FIFA 14) نام یک بازی از مجموعه بازی‌های ورزشی فیفا است که استودیوی الکترونیک آرتس کانادا آن را می‌سازد.

## جلد بازی
شخصیت اصلی بر روی جلد بازی فیفا ۱۴، لیونل مسی بازیکن آرژانتینی باشگاه بارسلونا است. اما در مکزیک و ایالات متحده آمریکا، تصویر خاویر هرناندز، بازیکن مکزیکی باشگاه منچستر یونایتد انگلستان قرار دارد.